# Ludwig Storch

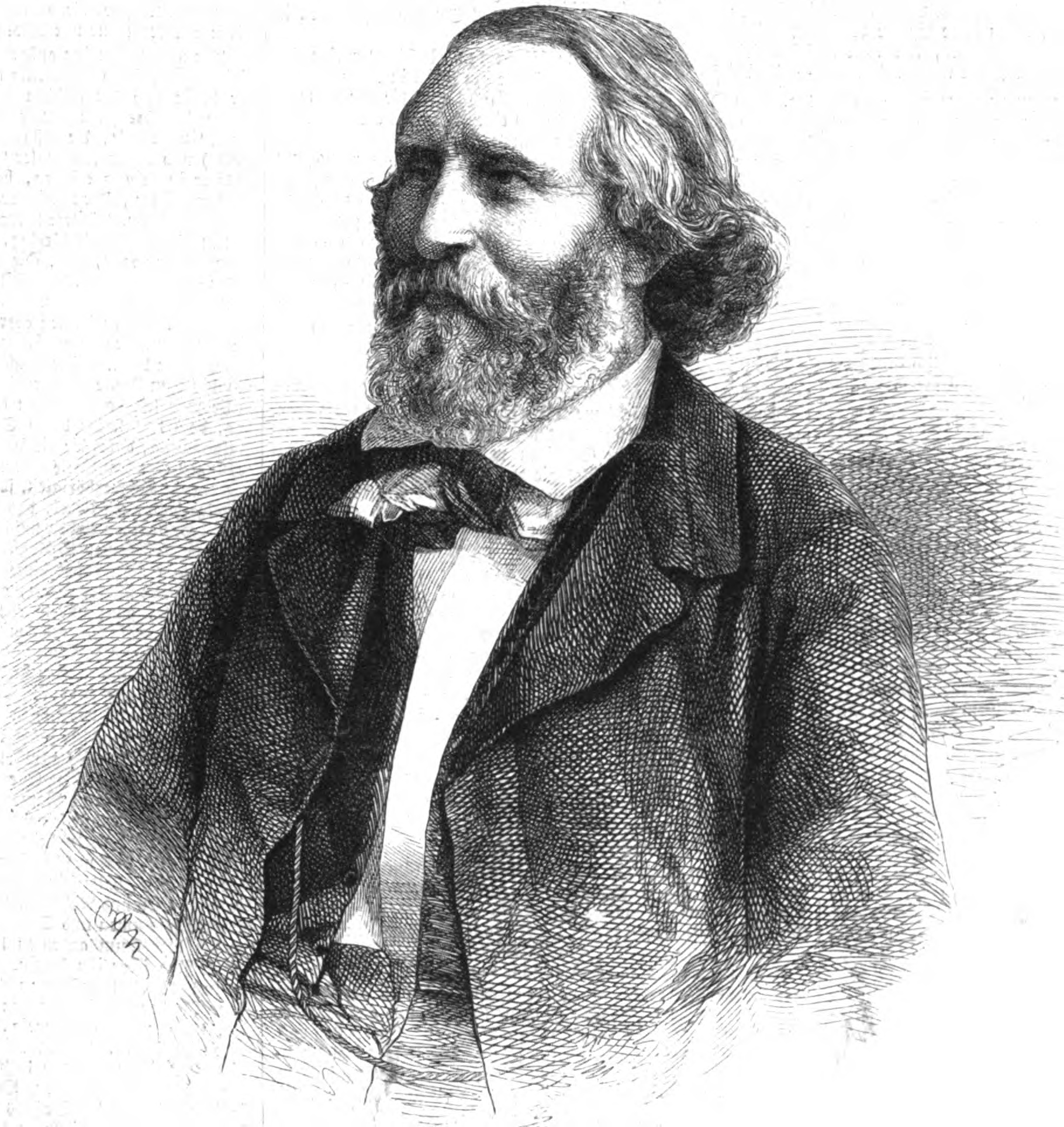
Ludwig Storch, 1863.

Bernhard Ludwig Storch (* 14. April 1803 in Ruhla, Westthüringen; † 5. Februar 1881 in Kreuzwertheim, Unterfranken) war ein deutscher Dichter und Schriftsteller, sowie langjähriger Freund von Ludwig Bechstein.

## Leben
Ludwig Storch wurde als Sohn eines Arztes in Ruhla geboren. Am 1. Januar 1817 musste er in Erfurt eine Kaufmannslehre antreten, aus welcher er nach 15 Monaten wegen dichterischen Nebenbeschäftigungen entlassen wurde. Nach Besuch der Gymnasien in Nordhausen und Gotha begann er zunächst ein Theologie- und Philosophiestudium an der Universität Göttingen, welches er aber nach kurzer Zeit aufgab. Am 15. Februar 1825 heiratete er Ernestine Schramm, Mutter seiner zwei Söhne.
Ab diesem Zeitpunkt begann er seine Schriftstellerlaufbahn. Insgesamt brachte er über 50 Werke heraus, darunter Landschaftsbeschreibungen, Kurzgeschichten, Balladen und Gedichte. Auf Betreiben seines Freundes Alexander Ziegler schrieb er ab 1863 Gedichte in Ruhlaer Mundart.
Sein 1841 gegründeter Verlag mit Buchdruckerei ging drei Jahre später in Konkurs. 1850 gründete er in Nordhausen einen Kindergarten, dessen Weiterführung ihm jedoch von der preußischen Regierung untersagt wurde. Es folgte ein Wanderleben in Mitteldeutschland, insbesondere in Thüringen.
1866 zog er mit seiner Frau nach Kreuzwertheim am Main, wo er 1881 als Pensionär der Schiller-Stiftung an den Folgen eines Hirnschlages starb.

## Werke (Auswahl)
- Die Heideschenke. Irisches Volksgemälde, 3 Bde., Bunzlau: Appun's Buchhandlung, 1837.
- Phantasiegemälde. Mit einem Stahlstich, Frankfurt am Main: Johann David Sauerländer, 1840. ( Digitalisat)
- Geschichte Kaiser Karl's des Fünften. Leipzig 1865 (online – Internet Archive)
- Lotar Köllner (Hrsg.): Ludwig Storch, Gedichte und Texte. Auswahl aus „Poetischer Nachlass“ und anderen Werken. Löhr Verlag, Ruhla 2002.